# Neos Hellenomnemon
Neos Hellenomnemon (grec. Νέος Ελληνομνήμων) – grecki periodyk bizantynologiczny wydawany w Atenach w latach 1904-1927. Pismo specjalizowało się w bizantyńskiej i postbizantyńskiej paleografii. Redaktorem był bizantynolog i polityk grecki Spiridon Lambros (w latach 1916-1917 premier Grecji). 21 tomów periodyku uważane jest do dziś za jeden z najważniejszych projektów w dziedzinie greckiej paleografii. 